# Гротхёйс, Стефан
Стефан Гротхёйс (нидерл. Stefan Groothuis, 23 ноября 1981 года, Эмпе) — голландский
конькобежец-спринтер, чемпион Олимпийских игр 2014 года на дистанции 1000 метров, чемпион мира в спринтерском многоборье и на дистанции 1000 метров в 2012 году, многократный чемпион Нидерландов в спринте и на 1000 м, обладатель Кубка мира на 1000 м в сезоне 2010/2011 годов.

## Биография
В чемпионатах Нидерландов участвует с 2001 года, но первых побед начал добиваться в 2006 году, когда выиграл национальный чемпионат по спринтерскому многоборью.
Участвовал на Олимпийских играх 2006 года в Турине на дистанции 1000 метров и стал 8-й.
На Олимпийских играх 2010 года в Ванкувере стал четвёртым на 1000 метров и 16-м на 1500 м.
В 2011 году на чемпионате мира по отдельным дистанциям в Инцелле стал бронзовым призёром на 1000 м.
В 2012 году стал чемпионом мира в спринтерском многоборье и чемпионом на дистанции 1000 метров.
Принимал участие на зимних Олимпийских играх 2014 года в Сочи завоевав 38-е место на дистанции 500 метров.
У Стефана и его жены Эстер есть два сына: Люк Гротхёйс (род. 22.08.2011) и Тис Гротхёйс (род. 29.05.2013).

## Рекорд мира
В 2012 году на чемпионате мира по спринту побил мировой рекорд Джереми Уотерспуна 9-летней давности по сумме спринтерского многоборья, с результатом 136.810 очков.